# Kim Pegula
Kim Pegula, née Kim Kerr le 7 juin 1969 à Séoul (Corée du Sud), est une entrepreneuse et dirigeante sportive américaine.
Elle est l'une des femmes les plus influentes du sport professionnel, copropriétaire et présidente de deux franchises de ligues majeures américaines et de l'empire Pegula Sports & Entertainment.

## Biographie
Kim Pegula est née le 7 juin 1969 à Séoul en Corée du Sud. Abandonnée par ses parents près d'un poste de police, elle est adoptée à l'âge de cinq ans par Ralph et Marilyn Kerr, un couple canadien en quête d'un troisième enfant. La famille est installée à Fairport dans l'État de New York, où elle a grandi. Elle étudie au collège de Houghton en vue de devenir journaliste et obtient un diplôme en communication en 1991,,.
Elle est présidente-directrice générale de Pegula Sports and Entertainment, société de sport et de divertissement fondée en 2011 avec son mari, Terry Pegula et basée à Buffalo, dans l'État de New York. Le groupe rassemble les actifs d'une vingtaine de restaurants, sociétés immobilières, médias et équipes sportives dont les Bills de Buffalo de la National Football League, les Sabres de Buffalo de la Ligue nationale de hockey, les Bandits de Buffalo et  Knighthawks de Rochester de la National Lacrosse League, et les Americans de Rochester de la Ligue américaine de hockey. Kim Pegula est par extension présidente de ces différentes équipes,,,. 
Elle est la mère de la joueuse professionnelle de tennis Jessica Pegula.